# Eriberto di Aosta
Eriberto o Erberto, in francese Héribert (XI secolo – XII secolo) è stato un vescovo cattolico francese.
Fu vescovo di Aosta dal 1114 o 1132 al 1139, fece rivivere le antiche tradizioni religiose, attivandosi a che i canonici della collegiata di Sant'Orso potessero fondare la loro comunità e costruire un loro convento.

## Biografia
Fu canonico regolare di Sant'Agostino del capitolo di Abondance nel Chiablese in Alta Savoia, monastero figliato dall'abbazia di Saint-Maurice d'Agaune. Il suo nome con la qualifica di vescovo di Aosta ricorre in varie carte datate dal 1132 al 1138 .
Nel 1132 la sua richiesta finalizzata ad avere, per la congregazione di Sant'Orso, la possibilità di fondare una comunità di agostiniani, avanzata al papa Innocenzo II, ottenne risposta positiva. Arnolfo di Avise - che, in anni successivi, divenne a sua volta vescovo di Aosta- fu nominato da Eriberto priore della comunità agostiniana. Fu verosimilmente in quegli anni che prese avvio la costruzione dei locali conventuali adiacenti alla collegiata di Sant'Orso, con il bellissimo chiostro. Uno dei capitetti del chiostro raffigura Arnolfo di Avise, presentato da Sant'Orso che riceve, al cospetto del vescovo Eriberto, la benedizione di sant'Agostino .